# Anselmo Duarte
Anselmo Duarte (ur. 21 kwietnia 1920 w Salto; zm. 7 listopada 2009 w São Paulo) – brazylijski reżyser, aktor, scenarzysta i producent filmowy. 

## Życiorys
Jedyny filmowiec z Brazylii wyróżniony Złotą Palmą - zdobył ją na 15. MFF w Cannes za film Ślubowanie (1962). Obraz ten otrzymał także nominację do Oscara dla najlepszego filmu nieanglojęzycznego jako pierwszy w historii tych nagród film brazylijski.
Choć wyreżyserował ogółem 11 filmów fabularnych, sukcesu Ślubowania nigdy nie udało mu się już powtórzyć. Ścieżka zbawienia (1965) startowała w konkursie głównym na 15. MFF w Berlinie. W Os Trombadinhas (1979), ostatnim filmie w swoim reżyserskim dorobku, główną rolę Duarte powierzył słynnemi piłkarzowi Pelému.
Zagrał niemal 40 ról w brazylijskich filmach. Zasiadał w jury konkursu głównego na 24. MFF w Cannes (1971). 
Jego żoną w latach 1949-1956 była aktorka Ilka Soares (1932-2022).

## Filmografia

### reżyser
- 1957: Absolutamente Certo
- 1962: Ślubowanie (O Pagador de Promessas)
- 1965: Ścieżka zbawienia (Vereda de Salvação)
- 1969: O Impossível Acontece – epizod O Reimplante
- 1970: Quelé do Pajeú
- 1971: Um Certo Capitão Rodrigo
- 1973: O Descarte
- 1976: Ninguém Segura Essas Mulheres – epizod Marido Que Volta Deve Avisar
- 1976: Já Não Se Faz Amor Como Antigamente – epizod Oh! Dúvida Cruel
- 1977: O Crime do Zé Bigorna
- 1979: Os Trombadinhas